# Lijst van hertogen van Naxos
Hieronder volgt een lijst van hertogen van Naxos. Hoewel zij zich soms anders noemden (hertog van de Archipel, hertog van Naxia of hertog van de Egeïsche Zee) heersten zij over het hertogdom Naxos.

## Huis Sanudo
- 1207 – 1227: Marco I Sanudo (ca 1153 – 1227)
- 1227 – 1262: Angelo († 1262)
- 1262 – 1303: Marco II († 1303)
- 1303 – 1323: Guglielmo I († 1323)
- 1323 – 1341: Niccolò I († 1341)
- 1341 – 1361: Giovanni I († 1361)
- 1361 – 1371: Fiorenza († 1371), vanaf 1364 samen met haar man:
- 1364 – 1371: Niccolò II
- 1371 – 1383: Niccolò III dalle Carceri

## Huis Crispo
- 1383 – 1397: Francesco I Crispo († 1397)
- 1397 – 1418: Giacomo I (1383 – 1418)
- 1418 – 1437: Giovanni II (1388 – 1437)
- 1437 – 1447: Giacomo II (1426 – 1447)
- 1447 – 1453: Gian Giacomo (1446 – 1453)
- 1453 – 1463: Guglielmo II (1390 – 1463)
- 1463: Francesco II (1417 – 1463)
- 1463 – 1480: Giacomo III (1446 – 1480)
- 1480 – 1494: Giovanni III (1450 – 1494)
- 1500 – 1511: Francesco III (1469 – 1518)
- 1517 – 1564: Giovanni IV (1497 – 1564)
- 1564 – 1566: Giacomo IV (1520 – 1576)

## Ottomaans vertegenwoordiger
- 1566 – 1579: Jozef Nasi (1524 – 1579)